# Enhancer

Idealizované schéma genu a enhanceru, včetně inzulátoru, který zamezuje vlivu enhanceru mimo vymezenou oblast

Enhancer (někdy též česky zesilovač) je oblast eukaryotické DNA, na kterou se vážou regulační proteiny a společně ovlivňují transkripci přilehlého genu či genů. Cílový gen však může být vzdálen od enhanceru až 10 000 párů bází a i tak je regulace stále možná. Na enhancer se totiž zřejmě váže sada proteinů, které společně vytvářejí tzv. enhanceozom a následně pravděpodobně v mnoha případech dochází ke vzniku smyčky, která fyzicky spojí enhancer s transkripčním počátkem. Enhancer se může vyskytovat před genem, za genem nebo dokonce uvnitř genu (v intronech). Pokud by hrozilo, že by enhancer zvyšoval expresi nějakého jiného blízkého genu a přitom to nebylo žádoucí, je možné vytvořit mezi enhancerem a tímto genem tzv. inzulátor, který je schopen efektivně vyrušit účinky enhanceru.
Podobné vlastnosti, ale opačný účinek na expresi přilehlých genů, mají tzv. silencery.